# Léon Monnier
Pour les articles homonymes, voir Monnier.
Léon Louis Monnier est un homme politique français né le 10 novembre 1844 à Gaillon (Eure) et mort le 27 octobre 1923 à Évreux (Eure).

## Biographie
Léon Monnier est le fils d'un boucher de l'Orne qui vient s'établir à Gaillon. Il se reconvertit dans le négoce de bétail.
En 1888, il entre au conseil municipal de Gaillon ; en 1896, il est nommé adjoint au maire Jacques Riberpray, auquel il succède à sa mort en 1900 (il prend aussi la suite de ce dernier au conseil général). En 1907, son parti le désigne pour succéder à Jules Thorel.
Il est le beau-père d'Arsène Néel qui fit fonction de maire de Rouen en 1922.

## Carrière
Propriétaire éleveur, il est conseiller municipal puis maire de Gaillon.
Conseiller d'arrondissement puis conseiller général. 
Il est sénateur de l'Eure de 1907 à 1923, inscrit au groupe de la Gauche républicaine. 
Il est président de la commission d'intérêt local de 1916 à 1920. 
Il est actif sur les sujets relatifs à l'élevage et sur l'administration des communes.
En 1911, il est président de la Société libre d'agriculture, sciences, arts et belles-lettres de l'Eure.

## Sources
- « Léon Monnier », dans le Dictionnaire des parlementaires français (1889-1940), sous la direction de Jean Jolly, PUF, 1960 [détail de l’édition]
- « Obsèques de M. le Sénateur Monnier », Journal de Rouen, no 304,‎ 31 octobre 1923, p. 3 (lire en ligne)